# Wiaczasłau Makaranka
Wiaczasłau Mikałajewicz Makaranka (biał. Вячаслаў Мікалаевіч Макаранка, ros. Вячеслав Николаевич Макаренко; ur. 19 września 1975) – białoruski zapaśnik walczący w stylu klasycznym. Dwukrotny olimpijczyk. Brązowy medalista z Aten 2004 i siódmy w Sydney 2000. Walczył w kategorii 76–84 kg.
Ósmy na mistrzostwach świata w 2003. Mistrz Europy w 2000 i trzeci w 2002. Wygrał Igrzyska bałtyckie w 1997 roku.